# Casagreca (Cortino)
Casagreca è una frazione del comune italiano di Cortino, nella provincia di Teramo in Abruzzo.

## Geografia fisica
Distante circa 30 chilometri da Teramo, capoluogo della omonima provincia, il territorio di Casagreca fa parte del Parco nazionale del Gran Sasso e Monti della Laga e risulta compreso in una vallata a circa 833 metri di altitudine sul livello del mare. 
Il piccolo paese è circondato da montagne e boschi, con sentieri percorribili che consentono di esplorare il paesaggio circostante.
Di particolare interesse è il fosso di "mbrataj" (dialetto per "Prataglia"), che è il tratto di un ruscello cui si arriva percorrendo il sentiero principale. Da qui si può seguire il percorso del torrente, o incamminarsi nel bosco. 
Casagreca si trova a pochi chilometri da Altovia, la frazione più vicina.

## Storia
L'insediamento di Casagreca compare nelle fonti fin dal secolo XI con la denominazione Casareco, toponimo di probabile origine longobarda (forse la "casa di un Arechi"). Risale al 1018 il primo documento noto che cita il nome antico del paese, dove è riportato che un tale di nome Gisone, figlio di Giselberto, lasciò al vescovo di Teramo Pietro I tutti i suoi averi situati a Casareco.
Nel 1027, Giovanni figlio del defunto Rocca cedette all'episcopio di S. Maria Interamnese e al vescovo Pietro I le chiese di S. Lorenzo e S. Paolo di Casareco.
Dal catalogo che annovera gli enti ecclesiastici della diocesi aprutina redatto del 1324, risulta che la chiesa di S. Maria di "Casa Greca" fa parte della pieve di Roveto. 
Nel 1348 l'ospedale di S. Antonio di Teramo possiede un appezzamento nei dintorni della città, già appartenuto alla moglie del defunto Andrea di "Casarico".
Dal censuale del 1526, fatto redigere dal vescovo F. Cherigatto, risulta che la chiesa parrocchiale di S. Maria di "Casarice", compresa nella pieve di Roseto, è tenuta a versare 2 soldi e 3 tomoli di spelta.
Dalla visita del vescovo I. S. Piccolomini del 1574 risulta esistente la chiesa di S. Maria di Casagreca.
Nel 1611, nella visita pastorale di Mons. Visconti, il parroco di S. Giovanni de Morelli depone "che la chiesa era per lo avanti nel colle e la villa molto grande ma dal tempo delli banniti in qua la villa è stata distrutta e le terre sono mancate in tal modo che io non vi posso campare ancorché abbia le chiese di Zincano e Casagreci".
Il 7 maggio 1684, Sante di Giovanni Lucidi, detto Santuccio di Froscia o Sciarretta, e Titta Colranieri abbandonano Poggio Umbricchio e radunano la comitiva presso "Casarice", prima di proseguire per Valle Castellana.
Nel 1792 con atto pubblico di Not. D. Matani di Macchia Vomano il sindaco di Casagreca Vincenzo di Giuseppe insieme ad alcuni cittadini della villa e del sindaco di Servillo Matteo di Gio. Vittorio con alcuni cittadini di detta villa concludono un accordo a seguito della lite intentata dall'Università di Casagreca presso la Regia udienza di Teramo e la Regia camera della Sommaria di Napoli contro quella di Servillo, sul preteso e non giustificato possesso delle contrade di Vallemoresca, Casarotta e Fronsa della dubbiezza dei catasti delle due ville, è costretta a cedere a Servillo Vallemoresca e Casarotta potendo trattenere solo quella di Frondella.  
Nel 1807 il comune spende 9 ducati, 9 carlini e 4 grana per sostenere le truppe francesi di passaggio.

È tradizione che tra il castello di Rocca Roseto e Casagreca ci fosse un camminamento sotterraneo per agevolare i movimenti della guarnigione.
Nel 1816 Casagreca, già appartenente al comprensorio di Montagna di Roseto del ducato di Atri, diventò anche parte del comune di Cortino.
Casagreca è disabitata dal 1969.

## Monumenti e luoghi d'interesse

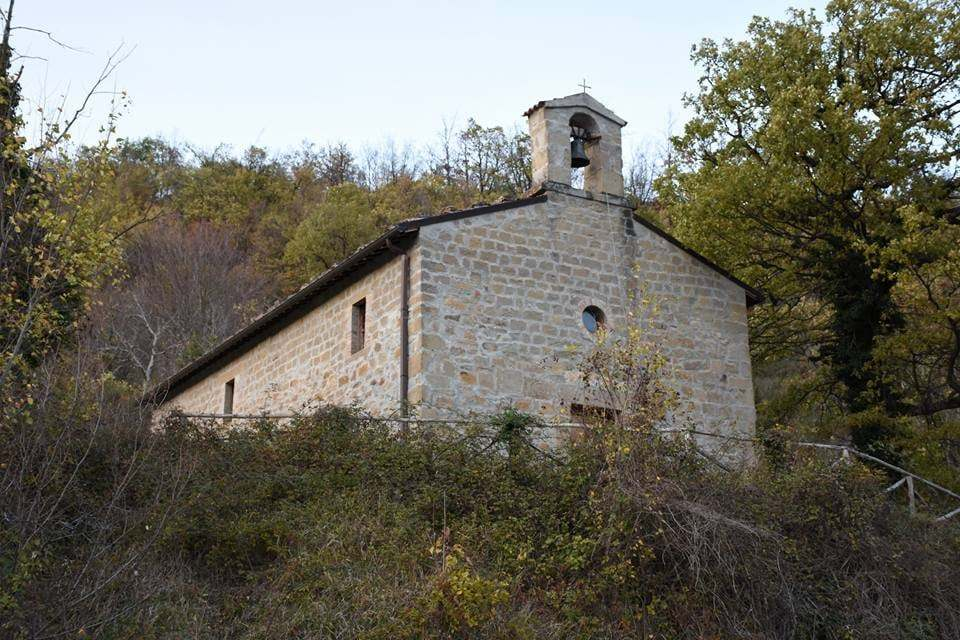
Chiesa di Santa Maria e San Vincenzo

### Architetture religiose
Chiesa di Maria Assunta e San Vincenzo
La chiesa dedicata all'Assunzione di Maria e san Vincenzo si trova su una piccola altura all'ingresso del paese. Si tratta di un edificio massiccio e semplice, in gran parte ristrutturato alla fine del secolo scorso. Si presenta con un tetto a capanna ed un campanile a vela che ospita una campana. Sui lati lunghi si aprono due finestroni, mentre sulla facciata principale un "occhio" dà luce all'interno. Dentro, la chiesa è piuttosto scarna. Oltre ad alcune panche, si trovano l'altare, un confessionale non più utilizzato, un crocifisso e le statue dei santi cui la chiesa è intitolata, che vengono portate in processione il giorno di Ferragosto, l'unico periodo in cui i proprietari delle case nel paese soggiornano a Casagreca.
Cimitero di Casagreca
Piccolo cimitero ottocentesco ormai in disuso, situato nel bosco non lontano dal centro del paese.
Centro di educazione ambientale (CEA)

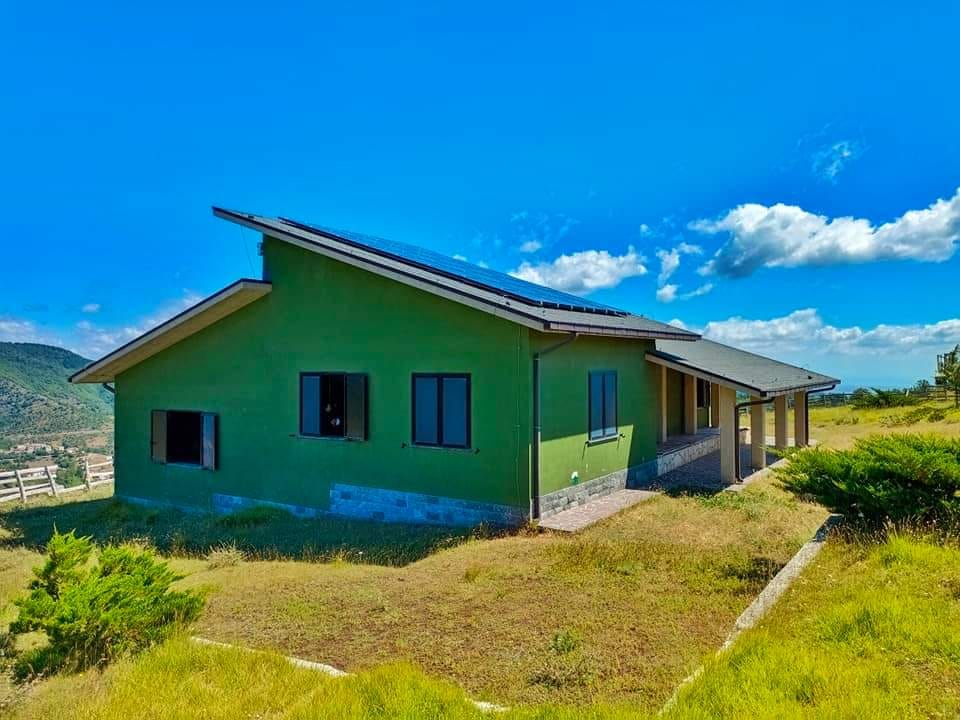
Casa del WWF

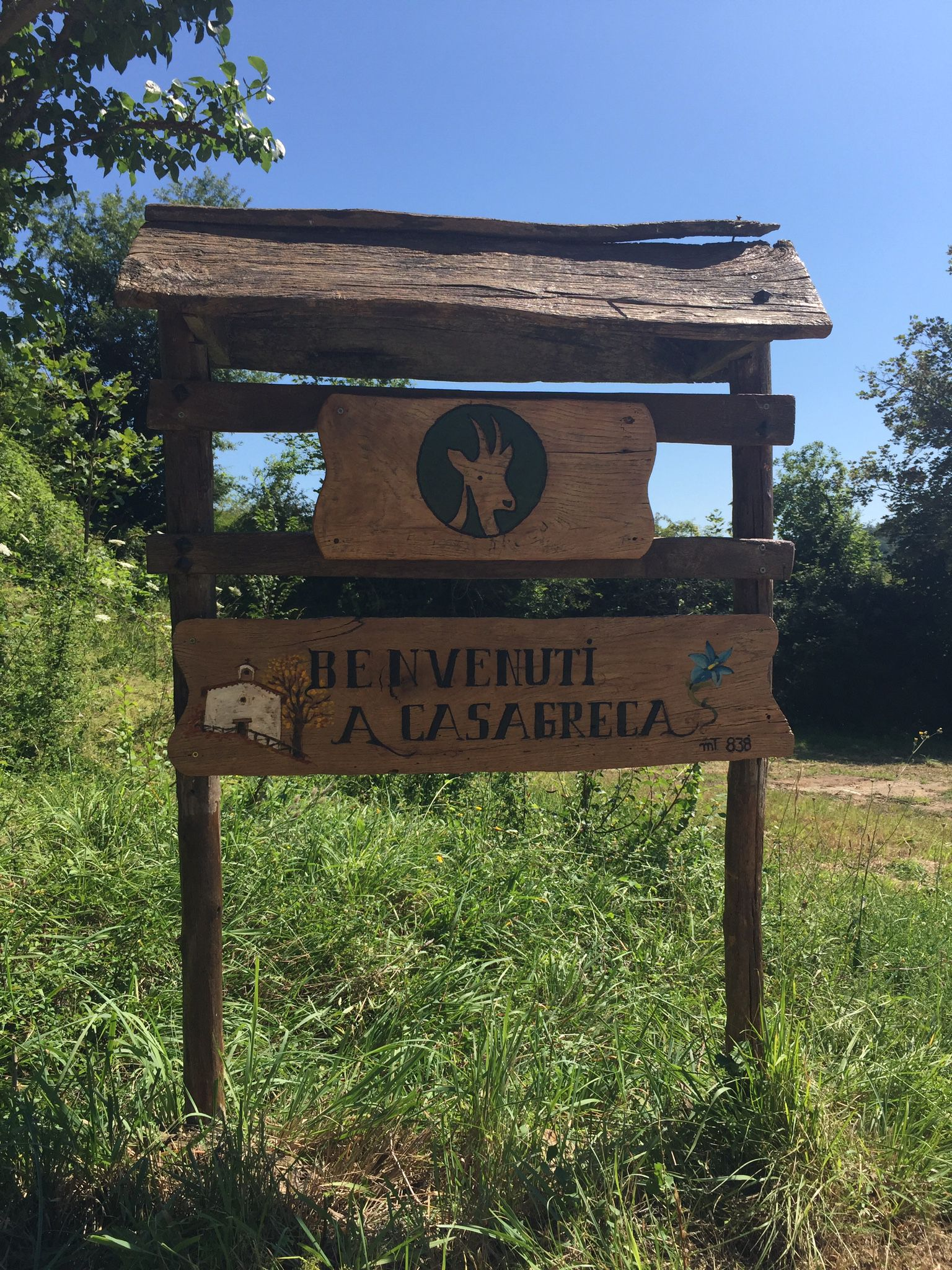
Cartello all'ingresso del paese

Situato all'inizio della strada di 4 chilometri che scende a Casagreca, era in origine casa appoggio per i pastori, poi divenuto sede del CEA con un protocollo d'intesa tra Ente Parco nazionale del Gran Sasso e Monti della Laga, Comune di Cortino e WWF Italia. Il manufatto copre circa 250 metri quadri, compreso un portico, ed è circondato da un ampio cortile recintato di 3 500 metri quadri. L'edificio è stato affidato dal Comune di Cortino in comodato gratuito al WWF Italia fino al 2021, mentre l'Ente Parco ha concesso un finanziamento per recuperarlo e dotarlo di un impianto solare termico a circolazione forzata con serbatoio di 150 litri nonché di un impianto fotovoltaico connesso alla rete energetica pubblica.